# Henri Dupont

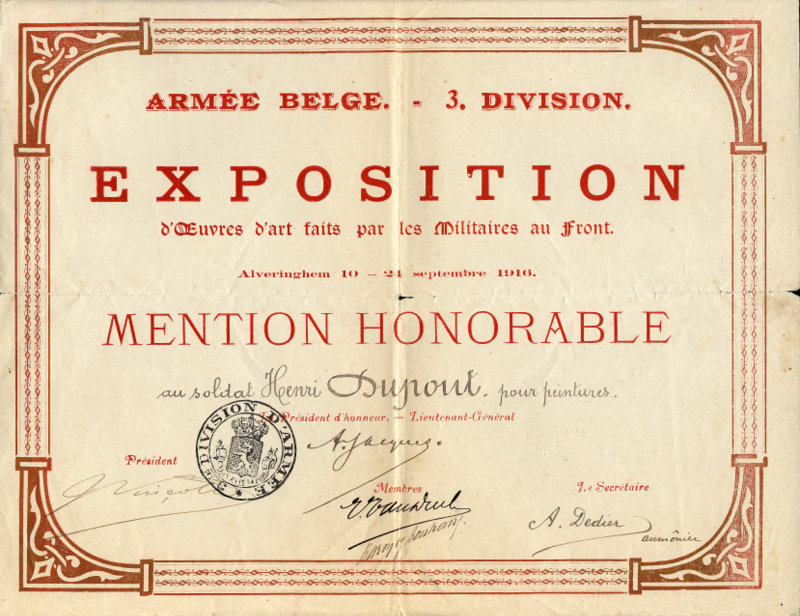
Oorkonde over deelname van Henri Dupont aan een tentoonstelling in Alveringem, september 1916

Henri Louis Edouard Dupont (Antwerpen, 4 januari 1890 – Vrouwenpolder, 11 april 1961) was een Belgisch kunstschilder.

## Biografie
Dupont is geboren in het centrum van de stad Antwerpen. Hij bracht hier ook zijn jeugd door. Ook verbleef hij een korte periode in Boechout. Hier raakte hij bevriend met de striptekenaar George van Raemdonck. Vanaf 1909 studeerde Dupont aan de Koninklijke Academie voor Schone Kunsten van Antwerpen. Hij kreeg hier onder andere les van Albrecht De Vriendt. In 1913 schreef Dupont zich in voor de Prijs van Rome. Hij voltooide zijn studie met grote onderscheiding.
Nadat in 1914 de Eerste Wereldoorlog uitbrak sloot Dupont zich vrijwillig aan bij het Belgische leger. Hij vocht onder andere aan het IJzerfront. Verder werkte hij als frontschilder. Hij maakte portretten van het frontleven, soms in een realistische stijl, dan weer ietwat gekarikaturiseerd. In totaal verbleef hij drie jaar aan het front. Hiervoor heeft hij verschillende onderscheidingen ontvangen.
Nog tijdens de oorlog hielp hij met het organiseren van de tentoonstelling Kunst op den Yzer. Hier leerde hij James Thiriar kennen, een vriendschap die zijn hele leven zou duren. In 1918 was Dupont een van de deelnemers aan een tentoonstelling in De Panne die georganiseerd was door De Standaard.
Na de oorlog legde Dupont zich onder meer toe op oriëntalistische werken. Vanaf 1935 woonde hij in Wilrijk en vanaf 1956 in Vrouwenpolder in Nederland.